# Fiat Type 6
La FIAT Tipo 6, connue également sous le nom FIAT 50-60 HP, était un véhicule automobile fabriqué par le constructeur italien FIAT de 1912 à 1918.
En 1910, FIAT renouvelle entièrement sa gamme de voitures particulières et inaugure une nouvelle dénomination : Tipo. C'est ainsi qu'apparaissent, en même temps les Tipo 1 - 2 - 3 - 4 - 5 et 6.
La Tipo 6 est une voiture de grand luxe, certainement une des plus luxueuses sur le marché de l'époque, appartenant au très haut de gamme et a pris la suite de la FIAT 50 HP. Elle sera remplacée par la légendaire et très rare FIAT 520 SuperFiat.
Cette voiture sera essentiellement exportée aux États-Unis et en Australie.

## Curiosité
Entre 1910 et 1911, FIAT fabriquera une voiture que certains appellent Tipo 7, réalisée sur la base des Tipo 3 et Tipo 4. Elle était dotée d'un moteur 6 cylindres de 3 920 cm3 ; 50 exemplaires de cette voiture ont été fabriqués.